# Østby (Sør-Trøndelag)
Østby és un nucli de població situat al municipi de Tydal, al comtat de Sør-Trøndelag, Noruega. El poble està situat al llarg del riu Nea, a 1 quilòmetre al nord-est del centre administratiu del municipi, Ås.